# Richard Schwarz
Richard Schwarz (ur. 8 stycznia 1890 w Pawłowsku, zm. 20 stycznia 1942 w Leningradzie) – rosyjski lekkoatleta pochodzenia niemieckiego specjalizujący się w biegach sprinterskich, olimpijczyk.
Schwarz wziął udział w jednej konkurencji podczas V Letnich Igrzysk Olimpijskich w Sztokholmie w 1912 roku. Na dystansie 100 metrów odpadł w fazie eliminacyjnej, gdzie siódmym biegu eliminacyjnym, z nieznanym czasem, zajął miejsca 3-5.
Jego brat Alfred startował na tych samych igrzyskach w skoku wzwyż z miejsca.